# كريستوفر كروس
كريستوفر شارليس كروس (Cristopher Charles Cross) هو مغني وكاتب أغاني أمريكي من مواليد 3 مايو 1951.

## روابط خارجية
- كريستوفر كروس على موقع IMDb (الإنجليزية)
- كريستوفر كروس على موقع ميوزك برينز (الإنجليزية)
- كريستوفر كروس على موقع قاعدة بيانات برودواي على الإنترنت (الإنجليزية)
- كريستوفر كروس على موقع إن إن دي بي (الإنجليزية)
- كريستوفر كروس على موقع أول ميوزيك (الإنجليزية)
- كريستوفر كروس على موقع ديسكوغز (الإنجليزية)
- كريستوفر كروس على موقع قاعدة بيانات الفيلم (الإنجليزية)